# Boxe nos Jogos Olímpicos de Verão de 2004
O boxe nos Jogos Olímpicos de Verão de 2004 foram disputados na Arena Olímpica de Boxe de Peristeri em Atenas.
Nesta modalidade apenas atletas do sexo masculino competem em busca da medalha de ouro em uma das 11 categorias. Cada luta consiste de 4 rounds de dois minutos cada um. Cinco juízes julgam os boxeadores durante os confrontos, sendo o campeão quem alcançar a maior pontuação ao final do combate.
O boxeador David Munyasia, do Quênia, acusou positivo nos exames anti-doping e foi excluído dos Jogos.

## Eventos do boxe
Masculino: Peso mosca-ligeiro | Peso mosca | Peso galo | Peso pena | Peso leve | Peso meio-médio-ligeiro | Peso meio-médio | Peso médio | Peso meio-pesado | Peso pesado | Peso super-pesado

## Peso mosca-ligeiro (-48 kg)
| Pos. | País    | Atletas               |
| ---- | ------- | --------------------- |
|      | Cuba    | Yan Bhartelemy Varela |
|      | Turquia | Atagun Yalcinkaya     |
|      | China   | Zou Shiming           |
|      | Rússia  | Sergey Kazakov        |

| Primeira fase (18 de agosto)    |     |              |                       |     |
| Vencedor                        | Cod | Resultado    | Perdedor              | Cod |
| Sergey Kazakov                  | RUS | 20 - 8       | Patricio Calero       | ECU |
| Carlos Jose Paternina           | COL | 48 - 25      | Redouane Bouchtouk    | MAR |
| Alfonso Pinto                   | ITA | RSCOS 1:54-3 | Effiong Okon          | NGR |
| Atagun Yalcinkaya               | TUR | 22 - 7       | Jolly Katongole       | UGA |
| Jeyhun Abiyev                   | AZE | 23 - 8       | Pal Bedak             | HUN |
| Zou Shiming                     | CHN | 22 - 9       | Rau Shee Warren       | USA |
| Endalkachew Kebede              | ETH | 26 - 21      | Toshiyuki Igarashi    | JPN |
| Najah Ali                       | IRQ | 21 - 7       | Kwak Hyok Ju          | PRK |
| Aleksan Nalbandyan              | ARM | 27 - 20      | Redouane Asloum       | FRA |
| Hong Moo Won                    | KOR | RSCOS 1:17-3 | Lalaina Rabenarivo    | MAD |
| Harry Tanamor                   | PHI | 17 - 12      | Sherali Dostiev       | TJK |
| Yan Bhartelemy Varela           | CUB | RSCOS 1:30-3 | Miguel Angel Guerra   | VEN |
| Suban Pannon                    | THA | 26 - 14      | Salim Salimov         | BUL |
| Oitavas de final (21 de agosto) |     |              |                       |     |
| Joseph Jermia                   | NAM | 29 - 20      | Peter Wakefield       | AUS |
| Moo Won Hong                    | KOR | 42 - 25      | Harry Tanamor         | PHI |
| Yan Bhartelemy Varela           | CUB | 23 - 14      | Suban Pannon          | THA |
| Aleksan Nalbandyan              | ARM | 24 - 11      | Najah Ali             | IRQ |
| Shiming Zou                     | CHN | 31 - 8       | Endalkachew Kebede    | ETH |
| Alfonso Pinto                   | ITA | 49 - 35      | Carlos Jose Paternina | COL |
| Atagun Yalcinkaya               | TUR | 23 - 20      | Jeyhun Abiyev         | AZE |
| Sergey Kazakov                  | RUS | 41 - 16      | Raul Castaneda        | MEX |
| Quartas de final (24 de agosto) |     |              |                       |     |
| Sergey Kazakov                  | RUS | 18 - 11      | Joseph Jermia         | NAM |
| Atagun Yalcinkaya               | TUR | 33 - 24      | Alfonso Pinto         | ITA |
| Shiming Zou                     | CHN | 20 - 12      | Aleksan Nalbandyan    | ARM |
| Yan Bhartelemy Varela           | CUB | 30 - 11      | Moo Won Hong          | KOR |
| Semifinal (27 de agosto)        |     |              |                       |     |
| Yan Bhartelemy Varela           | CUB | 29 - 17      | Shiming Zou           | CHN |
| Atagun Yalcinkaya               | TUR | 26 - 20      | Sergey Kazakov        | RUS |
| Final (29 de agosto)            |     |              |                       |     |
| Yan Bhartelemy Varela           | CUB | 21 - 16      | Atagun Yalcinkaya     | TUR |

## Peso mosca (até 51 kg)
| Pos. | País       | Atletas                   |
| ---- | ---------- | ------------------------- |
|      | Cuba       | Yuriorkis Gamboa Toledano |
|      | França     | Jerome Thomas             |
|      | Azerbaijão | Fuad Aslanov              |
|      | Alemanha   | Rustamhodza Rahimov       |

| Primeira fase (17 de agosto)    |     |           |                        |     |
| Vencedor                        | Cod | Resultado | Perdedor               | Cod |
| Somjit Jongjohor                | THA | 22 - 12   | Kim Kim-suk            | KOR |
| Yuriorkis Gamboa                | CUB | 46 - 33   | Igori Samoilenco       | MOL |
| Mirzhan Rakhimzhanov            | KAZ | 42 - 23   | Joseph Serrano         | PUR |
| Georgy Balakshin                | RUS | 26 - 15   | Mebarek Soltani        | ALG |
| Andrzej Rzany                   | POL | 25 - 19   | Bonyx Yusak Saweho     | INA |
| Hicham Mesbahi                  | MAR | 25 - 20   | Luchedzani Luna        | BOT |
| Nikoloz Izoria                  | GEO | 24 - 14   | Walid Cherif           | TUN |
| Fuad Aslanov                    | AZE | W.O.      | George Rakotoarimbelo  | MAD |
| Jerome Thomas                   | FRA | 37 - 16   | Akhil Kumar            | IND |
| Juan Carlos Payano              | DOM | 26 - 18   | Bato Vankeev           | BLR |
| Ron Siler                       | USA | 32 - 18   | Bradley Hore           | AUS |
| Tulashboy Doniyorov             | UZB | 36 - 26   | Violeto Payla          | PHI |
| Oitavas de final (21 de agosto) |     |           |                        |     |
| Tulashboy Doniyorov             | UZB | 45 - 22   | Ron Siler              | USA |
| Andrzej Rzany                   | POL | 33 - 20   | Hicham Mesbahi         | MAR |
| Fuad Aslanov                    | AZE | 27 - 21   | Nikoloz Izoria         | GEO |
| Jerome Thomas                   | FRA | 36 - 17   | Juan Carlos Payano     | DOM |
| Paulus Ambunda                  | NAM | 39 - 19   | Jonny Gabriel Alvarado | VEN |
| Rustamhodza Rahimov             | GER | 25 - 15   | Oscar Escandon Berrio  | COL |
| Yuriorkis Gamboa                | CUB | 26 - 21   | Somjit Jongjohor       | THA |
| Georgy Balakshin                | RUS | 29 - 20   | Mirzhan Rakhimzhanov   | KAZ |
| Quartas de final (25 de agosto) |     |           |                        |     |
| Fuad Aslanov                    | AZE | 24 - 23   | Andrzej Rzany          | POL |
| Yuriorkis Gamboa                | CUB | 26 - 18   | Georgy Balakshin       | RUS |
| Rustamhodza Rahimov             | GER | 28 - 15   | Paulus Ambunda         | NAM |
| Jerome Thomas                   | FRA | 23 - 18   | Tulashboy Doniyorov    | UZB |
| Semifinal (27 de agosto)        |     |           |                        |     |
| Jerome Thomas                   | FRA | 23 - 18   | Fuad Aslanov           | AZE |
| Yuriorkis Gamboa                | CUB | 20 - 11   | Rustamhodza Rahimov    | GER |
| Final (28 de agosto)            |     |           |                        |     |
| Yuriorkis Gamboa                | CUB | 38 - 23   | Jerome Thomas          | FRA |

## Peso galo (até 54 kg)
| Pos. | País        | Atletas              |
| ---- | ----------- | -------------------- |
|      | Cuba        | Guillermo Rigondeaux |
|      | Tailândia   | Worapoj Petchkoom    |
|      | Azerbaijão  | Aghasi Mammadov      |
|      | Uzbequistão | Bahodirjon Sooltonov |

| Primeira fase (17 de agosto)    |     |              |                              |     |
| Vencedor                        | Cod | Resultado    | Perdedor                     | Cod |
| Malik Bouziane                  | ALG | 19 - 16      | Ali Hallab                   | FRA |
| Mehar Ullah                     | PAK | 36 - 22      | Aibek Abdymomunov            | KGZ |
| Guillermo Rigondeaux            | CUB | 21 - 7       | Liu Yuan                     | CHN |
| Khavazhi Khatsigov              | BLR | 27 - 19      | Juan Lopez                   | PUR |
| Worapoj Petchkoom               | THA | RSCOS 1:47-3 | Kim Won Il                   | KOR |
| Nestor Bolum                    | NGR | 23 - 17      | Petit Jesus Ngnitedem        | GAB |
| Diwakar Prasad                  | IND | 25 - 17      | Hamid Ait Bighrade           | MAR |
| Zsolt Bedak                     | HUN | 36 - 27      | Abner Mares Martinez         | MEX |
| Maksym Tretyak                  | UKR | 30 - 24      | Argenis Mendez               | DOM |
| Aghasi Mammadov                 | AZE | RSCOS 0:59-3 | Joel Brunker                 | AUS |
| Detelin Dalakliev               | BUL | RSCOS 2:00-3 | Abel Aferalign               | ETH |
| Oitavas de final (20 de agosto) |     |              |                              |     |
| Worapoj Petchkoom               | THA | 33 - 18      | Khavazhi Khatsigov           | BLR |
| Guillermo Rigondeaux            | CUB | RSCOS 1:22-3 | Mehar Ullah                  | PAK |
| Gennady Kovalev                 | RUS | 23 - 20      | Malik Bouziane               | ALG |
| Bahodirjon Sooltonov            | UZB | RSCOS 1:28-2 | Andrzej Liczik               | POL |
| Nestor Bolum                    | NGR | RSCOS 0:54-3 | Diwakar Prasad               | IND |
| Andrew Kooner                   | CAN | 37 - 20      | Alexander Espinoza Hernandez | VEN |
| Maksym Tretyak                  | UKR | 27 - 24      | Zsolt Bedak                  | HUN |
| Aghasi Mammadov                 | AZE | 35 - 16      | Detelin Dalakliev            | BUL |
| Quartas de final (23 de agosto) |     |              |                              |     |
| Aghasi Mammadov                 | AZE | 32 - 12      | Maksym Tretyak               | UKR |
| Worapoj Petchkoom               | THA | 29 - 14      | Nestor Bolum                 | NGR |
| Guillermo Rigondeaux            | CUB | 20 - 5       | Gennady Kovalev              | RUS |
| Bahodirjon Sooltonov            | UZB | 44 - 32      | Andrew Kooner                | CAN |
| Semifinal (27 de agosto)        |     |              |                              |     |
| Worapoj Petchkoom               | THA | 27 - 19      | Aghasi Mammadov              | AZE |
| Guillermo Rigondeaux            | CUB | 27 - 13      | Bahodirjon Sooltonov         | UZB |
| Final (29 de agosto)            |     |              |                              |     |
| Guillermo Rigondeaux            | CUB | 22 - 13      | Worapoj Petchkoom            | THA |

## Peso pena (até 57 kg)
| Pos. | País            | Atletas            |
| ---- | --------------- | ------------------ |
|      | Rússia          | Alexei Tichtchenko |
|      | Coreia do Norte | Song Guk Kim       |
|      | Alemanha        | Vitali Tajbert     |
|      | Coreia do Sul   | Seok Hwan Jo       |

## Peso leve (até 60 kg)
| Pos. | País        | Atletas        |
| ---- | ----------- | -------------- |
|      | Cuba        | Mario Kindelán |
|      | Reino Unido | Amir Khan      |
|      | Cazaquistão | Serik Yeleuov  |
|      | Rússia      | Murat Khrachev |

## Peso meio-médio-ligeiro (até 64 kg)
| Pos. | País      | Atletas              |
| ---- | --------- | -------------------- |
|      | Tailândia | Manus Boonjumnong    |
|      | Cuba      | Yudel Johnson Cedeno |
|      | Bulgária  | Boris Georgiev       |
|      | Roménia   | Ionut Gheorghe       |

## Peso meio-médio (até 69 kg)
| Pos. | País          | Atletas                   |
| ---- | ------------- | ------------------------- |
|      | Cazaquistão   | Bakhtiyar Artayev         |
|      | Cuba          | Lorenzo Aragon Armenteros |
|      | Coreia do Sul | Kim Jung Joo              |
|      | Rússia        | Oleg Saitov               |

## Peso médio (até 75 kg)
| Pos. | País           | Atletas                |
| ---- | -------------- | ---------------------- |
|      | Rússia         | Gaydarbek Gaydarbekov  |
|      | Cazaquistão    | Gennadiy Golovkin      |
|      | Tailândia      | Prasathinphimai Suriya |
|      | Estados Unidos | Andre Dirrell          |

## Peso meio-pesado (até 81 kg)
| Pos. | País           | Atletas             |
| ---- | -------------- | ------------------- |
|      | Estados Unidos | Andre Ward          |
|      | Bielorrússia   | Magomed Aripgadjiev |
|      | Egito          | Ahmed Ismail        |
|      | Uzbequistão    | Utkirbek Haydarov   |

## Peso pesado (até 91 kg)
| Pos. | País         | Atletas              |
| ---- | ------------ | -------------------- |
|      | Cuba         | Odlanier Solis Fonte |
|      | Bielorrússia | Viktar Zuyev         |
|      | Síria        | Naser Al Shami       |
|      | Egito        | Mohamed Elsayed      |

## Peso super-pesado (+ 91 kg)
| Pos. | País   | Atletas            |
| ---- | ------ | ------------------ |
|      | Rússia | Alexander Povetkin |
|      | Egito  | Mohamed Aly        |
|      | Cuba   | Michel Lopez Nunez |
|      | Itália | Roberto Cammarelle |

## Quadro de medalhas do boxe
| Ordem | País                | Medalha de ouro | Medalha de prata | Medalha de bronze | Total |
| ----- | ------------------- | --------------- | ---------------- | ----------------- | ----- |
| 1     | CUB Cuba            | 5               | 2                | 1                 | 8     |
| 2     | RUS Rússia          | 3               | 0                | 3                 | 6     |
| 3     | KAZ Cazaquistão     | 1               | 1                | 1                 | 3     |
| 3     | THA Tailândia       | 1               | 1                | 1                 | 3     |
| 5     | USA Estados Unidos  | 1               | 0                | 1                 | 2     |
| 6     | BLR Bielorrússia    | 0               | 2                | 0                 | 2     |
| 7     | EGY Egito           | 0               | 1                | 2                 | 3     |
| 8     | PRK Coreia do Norte | 0               | 1                | 0                 | 1     |
| 8     | FRA França          | 0               | 1                | 0                 | 1     |
| 8     | GBR Grã-Bretanha    | 0               | 1                | 0                 | 1     |
| 8     | TUR Turquia         | 0               | 1                | 0                 | 1     |
| 12    | AZE Azerbaijão      | 0               | 0                | 2                 | 2     |
| 12    | KOR Coreia do Sul   | 0               | 0                | 2                 | 2     |
| 12    | GRE Grécia          | 0               | 0                | 2                 | 2     |
| 12    | UZB Uzbequistão     | 0               | 0                | 2                 | 2     |
| 16    | BUL Bulgária        | 0               | 0                | 1                 | 1     |
| 16    | CHN China           | 0               | 0                | 1                 | 1     |
| 16    | ITA Itália          | 0               | 0                | 1                 | 1     |
| 16    | ROM Romênia         | 0               | 0                | 1                 | 1     |
| 16    | SYR Síria           | 0               | 0                | 1                 | 1     |